# Méssiu
Méssiu (en rus: Месъю) és un poble (un possiólok) de la República de Komi, a Rússia, segons el cens del 2010 tenia 11 habitants.